# Bia (Togo)
Pour les articles homonymes, voir Bia.
 Bia est un village dans la Préfecture de Bassar de la Région de la Kara du nord-ouest du Togo.

## Démographie
La population est formée majoritairement par l'ethnie Moba.